# 271
271 (CCLXXI) var ett normalår som började en söndag i den julianska kalendern.

## Händelser

### Okänt datum
- Goterna tvingas dra sig tillbaka över Donau.
- Alemannerna körs ut ur Italien och tvingas tillbaka till Alperna.
- Kejsar Aurelianus drar tillbaka trupper till Donaugränsen och överger därmed Dakien. (Detta tillbakadragande kan ha varat till 272, då båda år omnämns i olika källor.)
- Aurelianus påbörjar byggandet av en ny försvarsmur, 16 meter hög, för att skydda Rom.
- Victorinus, kejsare av det Galliska riket blir mördad av Attitianus, av personliga hämndskäl. Domitianus är kejsare i några dagar, innan han efterträds av Tetricus I.
- Zenobia utropar sig själv till kejsarinna och bryter alla förbindelser med Romarriket.
- Zenobia ger sin son Vaballatus titeln augustus.
- För första gången används en magnetisk kompass i Kina.

## Avlidna
- Victorinus, kejsare av det Galliska riket
- Domitianus, kejsare av det Galliska riket (bekräftat på två mynt)
- Ding Feng, general i det kinesiska kungariket Wu
- Liu Shan, den siste kejsaren av det kinesiska kungariket Shu Han
- Pei Xiu, kinesisk minister, som spelade en stor roll i utvecklandet av lantmäteri